# Helius vitiensis
Helius vitiensis là một loài ruồi trong họ Limoniidae. Chúng phân bố ở miền Australasia.